# Veljo Tormis
Veljo Tormis (Aru, 1930. augusztus 7. – Tallinn, 2017. január 21.) észt zeneszerző.

## Élete
1956-ban a Moszkvai Konzervatóriumban diplomázott. Kezdetben szimfonikus zenéket szerzett és operát is írt. Majd a régi észt és finn zene kezdte érdekelni és zeneszerző munkája középpontjába a kórusművek kerültek. Műveit az Észt Filharmónai Kamarakórus adta elő Tőnu Kaljuste vezetésével a világ számos pontján. Az 1980-as évek végén a Baltikumban megindult függetlenségi törekvések részeként Észtországban emberek ezrei gyűltek össze éjjelente, hogy együtt énekeljenek és így fejezzék ki szabadságvágyukat a Daloló Forradalom keretében. Ilyenkor sokszor énekeltek olyan régi dalt, ami Tormis munkásságának köszönhetően lett újra ismert és népszerű.

## Főbb művei
- Kihnu pulmalaulud (1959)
- Overture No. 2 (1959)
- Sügismaastikud (1964)
- Luigelend (1965, opera)
- Eesti kalendrilaulud (1966–1967)
- Maarjamaa ballaad (1967)
- A vas elátkozása (Raua needmine) (1972)
- Pikse litaania (1974)
- Izsór eposz (Isuri eepos) (1975)
- Inkerföldi esték (Inkermaa őhtud) (1975)
- Észt balladák (Eesti ballaadid) (1980)
- Laulusild (1981)
- Varjele, Jumalan soasta (1984)
- Elfelejtett népek (Unustatud rahvad) (1970–1989)
- Karjala sorsa (Kajala saatus) (1989)
- Piispa ja pakana (1992)
- Incantatio maris aestuosi (1996)